# Daniel Akyeampong
 Daniel Afedzi Akyeampong  (* 24. November 1938 in Senya Beraku, Ghana; † 7. März 2015 in Accra, Ghana) war ein ghanaischer Mathematiker und Hochschullehrer. Er promovierte als erster Ghanaer in Mathematik.

## Leben und Forschung
Akyeampong besuchte von 1945 bis 1953 die Senya Beraku Local Council School und danach die Mfantsipim School in Cape Coast. 1960 begann er sein Studium an der Universität von Ghana und schloss 1963 mit einem Bachelor in Mathematik ab. Die Universität von Ghana wurde 1948 als University College der Gold Coast, einem College der Universität London, England, gegründet. Obwohl Ghana 1957 die Unabhängigkeit erlangte, erlangte die Universität erst 1961 die volle Unabhängigkeit. 1963 reiste er nach London, England, um sein Studium an der Universität London und gleichzeitig am Imperial College in London fortzusetzen. Er studierte mathematische Physik an der Universität London und promovierte 1966 bei dem späteren Nobelpreisträger Abdus Salam mit der Dissertation:  Applications of Higher Symmetry Groups to Particle Physics. Zusätzlich zur Promotion erhielt er 1966 ein DIC (Diploma of Membership des Imperial College) in Mathematischer Physik. Unter der Leitung von Professor Salam wurde 1964 das Internationale Zentrum für Theoretische Physik in Triest (ICTP) gegründet und Akyeampong war 1964 einer der ersten Fellows des ICTP. Er war von 1967 bis 1975 Associate und von 1976 bis 1993 Senior Associate. Er wurde 1994 Honorary Associate und wurde 2014 zum 50. Jahrestag der ICTP nach Triest eingeladen wurde, um eine Auszeichnung als Pionier Fellow zu erhalten.
1966 kehrte er nach Ghana zurück und wurde Dozent für Mathematik an der Universität von Ghana. 1970 heiratete er Charlotte Sally Newton, mit der er drei Kinder bekam. An der Universität von Ghana wurde er 1972 zum Senior Lecturer befördert, 1976 zum Associate Professor und 1982 zum ersten Ghanaer, der zum ordentlichen Professor für Mathematik ernannt wurde. Er war seit seiner Beförderung zum außerordentlichen Professor 1976 Leiter des Fachbereichs Mathematik und hatte diese Funktion bis 1983 inne. Nach kurzer Zeit war er erneut Leiter des Fachbereichs Mathematik, diesmal von 1985 bis 1988, gefolgt von einer dritten Periode von 1994 bis 1999. Zwischen seiner zweiten und dritten Amtszeit als Leiter des Fachbereichs Mathematik war er Pro-Vizekanzler der Universität von Ghana.
Auf internationaler Ebene war er unter anderem der stellvertretende Herausgeber von Afrika Matematica, einer Zeitschrift der African Mathematical Union. Er war Mitglied des Editorial Advisory Board, Discovery and Innovation, einer Zeitschrift der African Academy of Sciences; von 1976 bis 1994 ein Rezensent für Mathematical Review in Michigan, USA; 1988 Mitglied des Beirats für den Weltwissenschaftsbericht der UNESCO (Paris); von 1986 bis 1993 Mitglied des Ständigen Ausschusses für Freiheit im Verhalten der Wissenschaft (SCFCS) des Internationalen Rates für Wissenschaft (ICSU); 1993 Mitglied des Exekutivrats des Internationalen Wissenschaftsrates (ICSU), Paris, Frankreich, und später Vizepräsident von 1996 bis 1999. Er nahm an über 100 internationalen wissenschaftlichen Konferenzen und Workshops teil, bei denen er entweder als Vorsitzender, Diskussionsteilnehmer oder Moderator fungierte.

## Veröffentlichungen
- „Tensor harmonics in the helicity basis“, J. Math. Phys. 20 (1979), no. 3, 505–508.
- „The scalar behaviour of charged vector meson theory at high energy“, Nuclear Phys. 70 1965 630–640.